# Late Afternoon NEWS
『Late Afternoon News』は CS放送の日テレNEWS24（旧・NNN24）で放送されているニュース番組である。

## 概要
平日の放送
午後の国内外の動きや、政治・経済の現場や官公庁などをまとめて伝えるニュース番組。
平日は、日本テレビアナウンサーと日テレNEWS24キャスターの2人で担当する。16時までは日本テレビアナウンサーが、それ以降は日テレNEWS24キャスターが担当。16時以降も、新規ニュースや速報がない場合は日本テレビアナウンサーのオープニングを流す。
最新ニュースを生放送で、その他のニュースはLunch Updateをリピート放送。ニュースは随時更新する。
番組開始冒頭では、”Market News”として放送当日の日経平均株価の終値について、経済解説者の解説が放送される。リピート放送では、最新ニュースの後に流される。
16時台途中に、加藤官房長官の定例会見のもようを生放送する。
17時半台冒頭に最新ニュースが更新される。日テレNEWS24のキャスターが担当。
土曜日の放送
オープニングと最新ニュースのみ戸田山貴美キャスター、その他は直前の番組を担当した中島彩キャスターによるリピート放送。2名のキャスターが出演することになる。
日曜日の放送
オープニングと最新ニュースのみ山田幸美キャスター、その他は直前の番組を担当した中島彩キャスターによるリピート放送。2名のキャスターが出演することになる。

## 放送時間
- 月曜 - 日曜 15:00 - 18:00
- 途中、速報ニュースがあった場合は、『BREAKING NEWS』ですぐに放送する。
- 番組の流れは他番組と変わらない。
- スポーツ中継（プロ野球・千葉ロッテマリーンズ戦やバスケ・Bリーグなど）の編成に伴い、CS放送のみ番組途中での飛び乗り（飛び降り）または休止となる場合がある。

## 出演者
ニュースキャスター(2022年4月 - )
| 時間          | 月曜日                 | 火曜日                 | 水曜日                 | 木曜日                 | 金曜日                 | 土曜日     | 日曜日   |
| ------------- | ---------------------- | ---------------------- | ---------------------- | ---------------------- | ---------------------- | ---------- | -------- |
| 15:00 - 16:00 | 日本テレビアナウンサー | 日本テレビアナウンサー | 日本テレビアナウンサー | 日本テレビアナウンサー | 日本テレビアナウンサー | 戸田山貴美 | 山田幸美 |
| 16時以降      | 榎本麗美               | 鈴木理香子             | 大重麻衣               | 山田幸美               | 橋口秀一               | 戸田山貴美 | 山田幸美 |

- 月曜 - 金曜で、番組開始から16時までを担当する日本テレビアナウンサーは、12:00 - 放送のLunch Updateと14:00 - 放送のAfternoon Newsも担当する。なお、年末年始は同時期に放送される『全国高等学校サッカー選手権大会』や『新春スポーツスペシャル箱根駅伝』の準備や取材などに充てられるため、日テレNEWS24のキャスターが担当する。

- 月曜 - 金曜で、16時以降を担当するキャスターと、土曜・日曜を担当するキャスターは、18:00 - 放送の「Evening News」と21:00 - 放送の「Daily Planet」も担当する。

経済解説者
最初の数十分間の生放送では番組冒頭、それ以外の放送では最新ニュースの最後にマーケット情報を放送する。東京株式市場から今日一日の株式市場の動きを解説する。
- 月曜：三浦豊（みずほ証券）
- 火曜：藤代宏一（第一生命経済研究所）
- 水曜：河合達憲（auカブコム証券）
- 木曜：福永博之（インベストラスト）
- 金曜：山田勉（auカブコム証券）